# Світ Татж Грімм
«Світ Татжа Грімма» (англ. Tatja Grimm's World) — науково-фантастичний роман американського письменника Вернора Вінжі, надрукований 1987 року.

## Фон
Через вісімнадцять років після публікації «Світу Грімма» Джим Баєн із Baen Books запропонував передрукувати роман. Вернор Вінжі переглянув оригінальний текст «Світу Татж Грімм» і додав новий початок. Тепер сюжет роману розпочинався з «Варварської принцеси», роману, спочатку опублікованого 1986 року в журналі «Аналог: наукова фантастика та факти».

## Сюжет
Книга охоплює три епізоди з життя Татж Грімм.
Татж, яка виросла з варварськими племенами в глибині континенту, пробралася до узбережжя, де є декілька технологічно розвинених острівних цивілізацій. Вона знаходить шлях до баржі «Тарулль», корабля, що видає журнал «Фантазія», який розповсюджується під час обходу островів. По міру розвитку науки у світі «Фантазія» перетворилася з фентезі-журналу на журнал фантастичних історій. Татж схожа на Хралу, повторюваного персонажа в оповіданнях, який вона використовує, щоб обдурити забобонне острівне суспільство, яке ув’язнило групу вчених за спробу скористатися телескопом, діяльність, яку місцеві жителі вважають блюзнірською.
П’ять років по тому Татж перейшла на керівну посаду на баржі — дивовижний подвиг для нібито варварської двічини. Вона залучає студента-астронома Свіра Гендрігса та його дорфокса Анчо, істоту, яка випромінює телепатичні сигнали, котрі здатні обдурити людей поблизу, для реалізацію плану викрадення останнього вцілілого архіву з усіх випусків «Фантазії», перш ніж він буде знищений божевільним регентом Кроннессом. Насправді, вся схема — це хитрість Татж, щоб визнати особу загиблої принцеси, яку вбив регент. Зрештою це вдається, і Татж стає королевою-самозванкою могутнього царства. Вона зауважує, що всі, кого їй двовдилося зустрічати, неймовірно дурні в порівнянні з нею, і починає задаватися питанням, чи дійсно люди еволюціонували у її світі чи прибули з космосу.
Ще через декілька років Татж виявляє бунт у своїх далеких провінціях. Після того, як її військові плани не вдається реалізувати повністю, її спокушає Джолле, нібито хімік, який став генералом в одній з лояльних їй фракцій, яка бере на себе командування. Джолле показує, що він схожий на Татж, і є ще одна така ж як і вони, Профіріо, яка очолює повстання. Профіріо, очевидно, є рабовласником із космосу, роботодавець якого заслав до світу Татж таємними агентами з метою розбудувати суспільство, допоки світ не досягне стабільного відтворюваного населення, яке тоді буде регулярним постачанням рабів, і цьому завданню Джолле повинен завадити. Вони знищили здатність один одного спілкуватися зі своїми відповідними космічними кораблями і повинні покладатися на початкові астрономічні можливості гірської провінції, в якій відбувається повстання. Хоча вске вказує на те, що Джолле є рабовласником, а Профіріо — рятівником, Татж не усвідомлює цього, допоки не стає занадто пізно, що призводить до великої кількості смертей та руйнувань (які Джолле з радістю заохочує). Зрештою Профіріо перемагає Джолле, виявляючи як він командував потужним телескопом та знаходить корабель противника, а Татж вбиває його. Профіріо запрошує Татж приєднатися до нього на своєму кораблі, жінка обіцяє Свіру, що вона повернеться з генетичними досягненнями для нього, і що вони таємно направлятимуть людей на планету, щоб вони перетворилися на члена галактичної цивілізації.

## Історія видань
- Vernor Vinge (1987). Tatja Grimm's World. Baen Books. ISBN 0-671-65336-9.
- Vernor Vinge (1990). Tatja Grimm's World. Tor Books. ISBN 0-330-30707-X.
- Vernor Vinge (2006). Tatja Grimm's World. Tor Books. ISBN 0-7653-0885-1.